# Oskar Bülow
Oskar Robert Arthur von Bülow (ur. 11 września 1837 we Wrocławiu, zm. 19 listopada 1907 w Heidelbergu) – niemiecki prawnik, przedstawiciel pandektystyki, jeden z ważniejszych reprezentantów nauki prawa procesowego w Niemczech XIX wieku.
W latach 1855–1858 studiował prawo w Heidelbergu, Berlinie i Wrocławiu. W 1859 roku otrzymał stopień doktora nauk prawnych Uniwersytetu Wrocławskiego. Habilitację obronił w 1863 roku na Uniwersytecie Heidelberskim z zakresu prawa procesowego. Potem zajął się prawem rzymskim (a ściślej rzymskimi korzeniami postępowania cywilnego i postępowaniem skargowym) i dlatego był zaliczany do pandektystów. Pracował w na uniwersytetach w Gießen i Tybindze. Do 1892 roku był zatrudniony na Uniwersytecie Lipskim zajmując się stale procesem cywilnym. Jedną z jego publikacji było opracowanie: Klage und Urteil. Eine Grundfrage des Verhältnisses zwischen Privatrecht und Prozeß, Berlin 1903 ("Skarga i wyrok. Problematyka stosunku między prawem prywatnym a procesowym").
7 sierpnia 1877 król Karol Wirtemberski nadał mu order korony wirtemberskiej i podniósł do stanu szlacheckiego. Oskar von Bülow zasiadał też w radzie sprawiedliwości Królestwa Saksonii (Königlich Sächsischer Geheimer Justizrat).